# Модль, Владимир Францевич
Владимир Францевич Модль (с 1915 года Владимир Александрович Марков) - русский офицер Отдельного корпуса жандармов, полковник ОКЖ (1910), генерал-майор ВСЮР (1919). С 1915 года градоначальник Керчь-Еникалинского градоначальства. Одесский градоначальник (1919).

## Биография
Родился в 1871 году. Сын генерал-майора Модля Франца Августовича. Окончил 1-ю Варшавскую гимназию и Московское пехотное юнкерское училище по 1-му разряду.
В 1893-1899 годах служил в лейб-гвардии Литовском полку. В 1899 году в чине штаб-ротмистра перешел на службу в Отдельный корпус жандармов. В 1900 году был произведен в ротмистры, в 1906 году в подполковники. В 1899-1903 годах служил в Виленском губернском жандармском управлении, в 1903-1906 годах помощник начальника Санкт Петербургского охранного отделения, в 1906-1808 году старший адъютант штаба Отдельного корпуса жандармов. С 1910 года произведён в полковники, в 1908-1915 годах помощник московского градоначальника. С 1915 до 4 марта 1917 года градоначальник Керчь-Еникалинского градоначальства. После Февральской революции 1917 года был смещен с должности Временным правительством. Участник Белого движения, генерал-майор ВСЮР. В 1918-1919 годах - одесский градоначальник при власти ВСЮР, дальнейшая судьба неизвестна.
Во время Первой мировой войны в 1915 году на фоне патриотического подъёма и антинемецких настроений  по высочайшему разрешению официально сменил фамилию на Марков Владимир Александрович.

## Награды
Награжден орденами Св. Анны 2 и 3 ст., Св. Станислава 2 ст., Св. Владимира 3 и 4 ст.